# Zobenica
Zobenica (lat. Trisetum), biljni rod iz porodice trava raširen po  Europi i zapadnoj Aziji.
Priznate su tri vrste, a kao Trisetum s. lat., još je 9 vrsta koje još nisu preseljene u druge rodove. U Hrvatskojsu na popisu 3 vrste., ali samo jedna pripada ovom rodu, Trisetum flavescens (L.) P. Beauv. ili žućkasta zobenica. 
Ostale dvije vrste pripadaju drugim rodovima: 1. zlatna zobenica priznata je kao Trisetaria aurea (sin. Trisetum aureum); 2. metličasta zobenica kao Trisetaria panicea (sin. Trisetum paniceum) 

## Vrste
1. Trisetum alpestre (Host) P.Beauv.
2. Trisetum flavescens (L.) P.Beauv.
3. Trisetum gracile (Moris) Boiss.

Trisetum s. lat. :
1. Trisetum altaicum Roshev.
2. Trisetum ambiguum Rúgolo & Nicora
3. Trisetum caudulatum Trin.
4. Trisetum debile Chrtek
5. Trisetum glomeratum (Kunth) Trin. ex Steud.
6. Trisetum juergensii Hack.
7. Trisetum longiglume Hack.
8. Trisetum macbridei Hitchc.
9. Trisetum yunnanense Chrtek